# الناعمة (فلسطين)

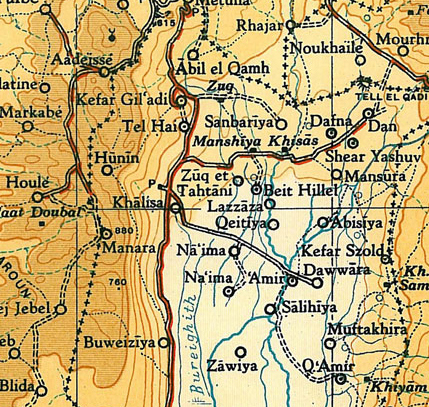
قرية الناعمة

الناعمة كانت قرية فلسطينية تبعد 26 كيلومتر شمال شرق مدينة صفد. في المنتصف ما بين قريتي الخالصة والصالحية.القرية الأقرب مسافة لها كانت قرية قيطية. كانت القرية تنهض على رقعة مستوية من الأرض ترتفع نحو 80م عن سطح البحر، في الشطر الشمالي الغربي من سهل الحولة. توسطت الناعمة الحاصباني في الشرق ووادي البريغيث (الدردارة) في الغرب وكلاهما على بعد 1.5كم منها.
```
وكانت طريق فرعية تصلها بقرية 
الخالصة
. تحيط بالقرية أراضي 
الصالحية
، 
الزوية
، 
والزوق التحتاني
.
[
3
]
```

## القرية بين أعوام 1945-1931
كان في القرية 174 مسكن في عام 1931، في عام 1945 بلغت مساحة القرية 112 دونماً، كانت تعتبر القرية الثانية من حيث المساحة في قرى قضاء صقد. بلغت مساحة الأراضي 7,155 دونماً في عام 1945، استملك الصهيونيون منها نسبة 33.7% وهي 2,414 دونماً. كان عدد سكان القرية 858 نسمة في عام 1931، وارتفع إلى 1030 نسمة في عام 1945، حيث كانت تعتبر ثامن قرية من حيث عدد السكان في قرى قضاء صفد. سكن القرية المسلمون، وكان فيها مدرسة ابتدائية للبنين حتى الصف الرابع. اعتمد اقتصاد القرية على الزراعة وتربية المواشي، استغل أهالي القرية الموارد الطبيعية كمياه الأنهار والقنوات للشرب وللاستعمال المنزلي. للقرية أهمية تاريخية فهي تعتبر موقع أثري لاحتوائها على تلال من حجارة البازلت البركانية، بالإضافة لقبور إسلامية قديمة. من الجدير بالذكر أن مجموعة مهاجرين يهود بلقانيين الأصل، كونوا مستوطنة زراعية باسم «نعماه» أو «مشك شوارتز» على بعد 1.25 كم من جنوبي القرية في عام 1940.

## احتلال القرية
بلغ عدد سكان القرية 1195 نسمة في عام 1948، اخليت القرية من السكان واحتلت نتيجة لهجوم كتيبة البلماح على القرية في 14 أيار 1948 في إطار عملية يفتاح. لقد تم تطهير القرية عرقياً ودمرت بالكامل. كان من أهم أهداف هذه العملية السيطرة على مدينة صفد ذعر الكثيرون من سكان قرى قضاء صفد الذين أضعفت الحرب النفسية وقصف مدافع الهاون معنوياتهم فنزحوا.

## وصلات خارجية
- الناعمة ترحب بكم